# Catedral basílica de San Pedro y San Pablo (Pécs)
La Catedral Basílica de San Pedro y San Pablo o simplemente Catedral de Pécs (en húngaro: zent Péter és Szent Pál székesegyház) es un edificio religioso de la iglesia católica que sirve como la catedral de la diócesis de Pécs, y se encuentra en la ciudad de Pécs, Hungría.
Los cimientos de la catedral de Pécs son de la época romana tardía, alrededor del siglo IV. Se cree que en el sitio de la catedral de hoy en día se levantó una basílica paleocristiana, que se extendió hacia el oeste entre los siglos VIII y IX. Bajo el reinado de Esteban I, se tomó la decisión de modificar la construcción y, presumiblemente, las dos torres occidentales datan de este período. Después de un gran incendio de 1064 se llevó a cabo la construcción de la basílica románica, con la participación de arquitectos italianos. En la Edad Media la iglesia fue ampliada con dos torres laterales y capillas góticas. Después de los daños y la degradación causada por la ocupación turca (1543-1686) se intentó restaurar el edificio. El aspecto neo-románico de hoy es el resultado de la reconstrucción realizada entre 1882 y 1891, cumplido fielmente los planos originales de la catedral del arquitecto vienés Friedrich von Schmidt. La longitud de la iglesia es de 70 metros, con un ancho de 22 metros, y la altura en las torres de hasta 60 metros.

## Véase también

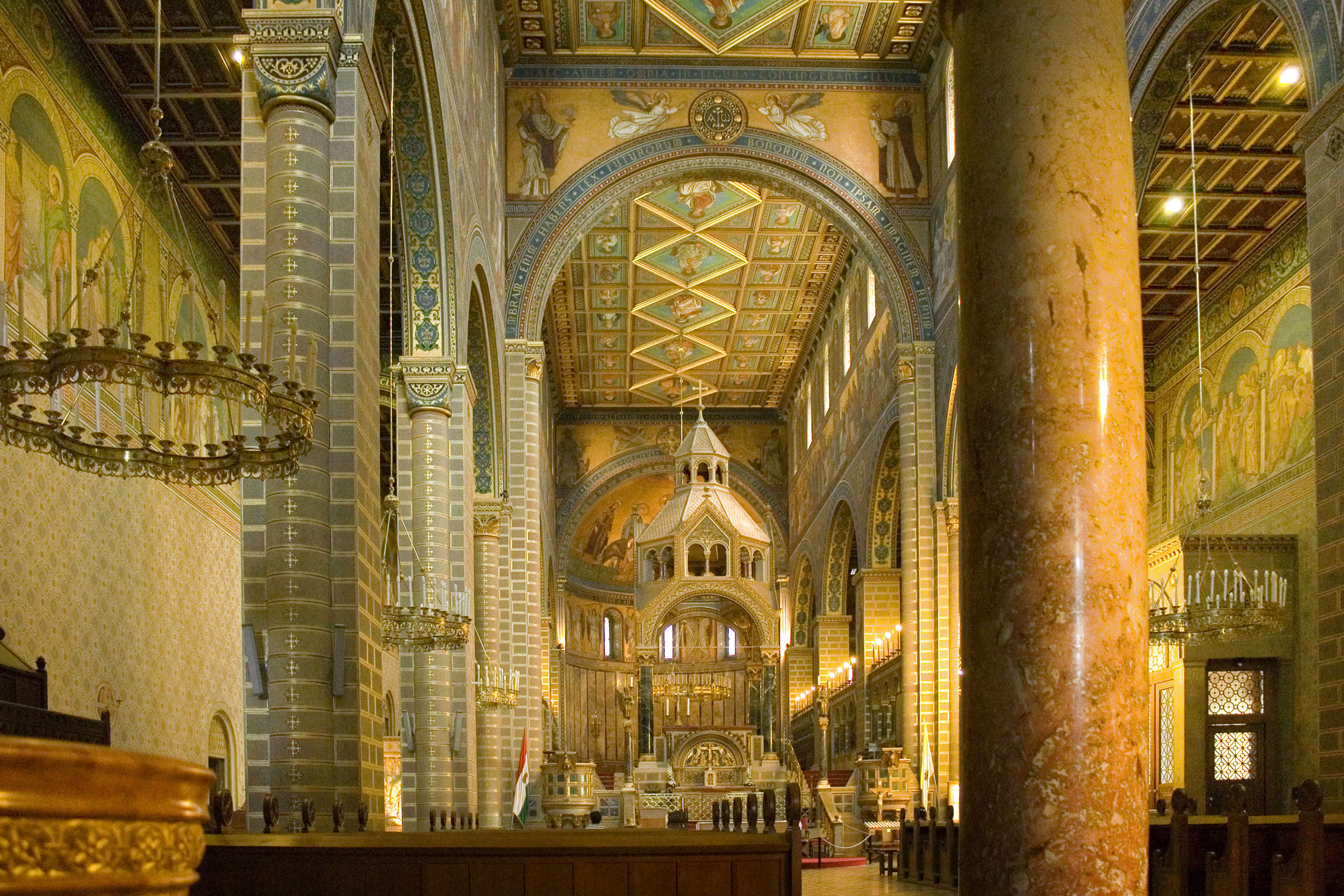
Vista interna